# Сафронов (Хакасия)
Сафронов — аал в Аскизском районе Хакасии, входит в Есинский сельсовет.

## Географическое расположение
Расположен у реки Есь, рельеф местности — гористый. Расстояние до райцентра — села Аскиз — 50 км, до ближайшей ж.-д. ст. Усть-Есь — 21 км.

## Население
| 2002 | 2010 |
| ---- | ---- |
| 230  | ↗280 |

Число хозяйств — 89, население — 270 человек (01.01.2004), хакасы.

## История
Дата образования неизвестна. До 30-х гг. 20 в. люди жили по сеокам (родам). Позднее они объединились, и был образован один аал.

## Социальная инфраструктура
Имеются начальная школа, фельдшерско-акушерский пункт, сельский клуб, библиотека.

## Культура
Вблизи аала находится Сафроновский могильник.